# Jurij Dombrowski
Jurij Osipowicz Dombrowski (ros. Юрий Осипович Домбровский; ur. 29 kwietnia?/12 maja 1909 w Moskwie, Imperium Rosyjskie – zm. 29 maja 1978 w Moskwie, Rosyjska Federacyjna SRR) – rosyjski pisarz i krytyk literacki. Czterokrotnie aresztowany i więziony w obozach stalinowskich, po uwolnieniu pisał utwory o istocie systemu totalitarnego.

## Wybrana twórczość
Uwaga – rok przed tytułem jest datą opublikowania, nie ukończenia utworu.

### Powieści
- 1939 – Dierżawin (ros. Державин)
- 1959 – Małpolud przychodzi po swoją czaszkę (ros. Обезьяна приходит за своим черепом)
- 1964 – Kustosz (ros. Хранитель древностей)
- 1978 – Fakultiet nienużnych wieszczej (ros. Факультет ненужных вещей)

### Nowele i opowiadania
- 1969 – Czarna dama (ros. Смуглая леди)
- 1969 – Drugie z kolei najlepsze łóżko (ros. Вторая по качеству кровать)
- 1969 – Reskrypt królewski (ros. Королевский рескрипт)
- 1990 – Ruczka, nożka, ogurieczyk (ros. Ручка, ножка, огуречик)
- Zapiski miełkogo chuligana (ros. Записки мелкого хулигана)
- Ledi Makbiet (ros. Леди Макбет)
- Smiert' łorda Bajrona (ros. Смерть лорда Байрона)